# Furcitrella furcifer
Furcitrella furcifer är en insektsart som först beskrevs av Lucien Chopard 1930.  Furcitrella furcifer ingår i släktet Furcitrella och familjen syrsor. Inga underarter finns listade i Catalogue of Life.